# Anita basipuncta
Anita basipuncta är en fjärilsart som beskrevs av William Schaus 1901. Anita basipuncta ingår i släktet Anita och familjen tandspinnare. Inga underarter finns listade i Catalogue of Life.